# Прамац (брод)
Прамац (енгл. bow, фр. proue, avant,итал. prua), предњи дио брода и чамца. У ширем смилу дио од почетка паралелног средњака према напријед. Прамац је најистуренији дио брода крајње супротан крми.

## Историјат
Прамац се кроз вијекове знатно мијењао. У старом вијеку прамац је био савијен унатраг, а под водом је носио кљун (rostrum) ради могућности удара у непријатељски брод. У средњем вијеку галије су имале дуго рило (кљун) преко кога се полазило на јуриш. Велики једрењаци су имали прво заобљен и отворен а послије затворен прамац. У доба брзих трговачких једрењака развио се тзв. клиперски прамац који су прихватиле и јахте.
Средином 19. в. парни ратни бродови градили су се опет са кљуном, јер се сматрало да ће парни погон омогућити удар кљуном у борбеним дејствима. Трговачки бродови имали су раван окомит прамац. У новије вријеме развио се „бубласти“ прамац с проширеном „бублом“ испод водене линије ради смањења отпора. Сада је прамац изнад воде, кос, нагнут напријед и горе проширен и заобљен. Такав облик даје више простора на прамачној палуби за витла и привезне радове, смањује посртање брода, јер се урањањем повећава узгон и кочи понирање прамца. Ледоломци имају под водом кос и оштар прамац, тако да се брод уздигне на лед и тежином ломи ледено поље испред себе.